# 法蘭西斯·德瑞克
爵士（1540年—1596年1月28日），英國私掠船長、探險家和航海家，據知他是第二位在斐迪南·麥哲倫之後完成環球航海的探險家。

## 生平
關於德瑞克的生平，有記載的不多，僅知他為私掠船長出身。他的一生充滿傳奇，在英國，他是名留千古的英雄；而在西班牙卻是惡名昭彰的海盜。在西班牙語中，他別名為，也就是「龍」的意思，而龍在西方文化中是代表邪惡的象徵。
1540年出生於德文郡一個信奉新教的農家，有一說他在1535年出生。後因宗教衝突全家逃往肯特郡。13歲的德雷克開始學習做水手。開始在跑荷蘭的小船上打雜，後來升任舵手。20歲時，一位無子嗣的船長臨終前把船送给了他。這時西班牙對荷蘭實行海上禁運。德雷克只好賣了小船去給別的船主打工。

## 環球探險

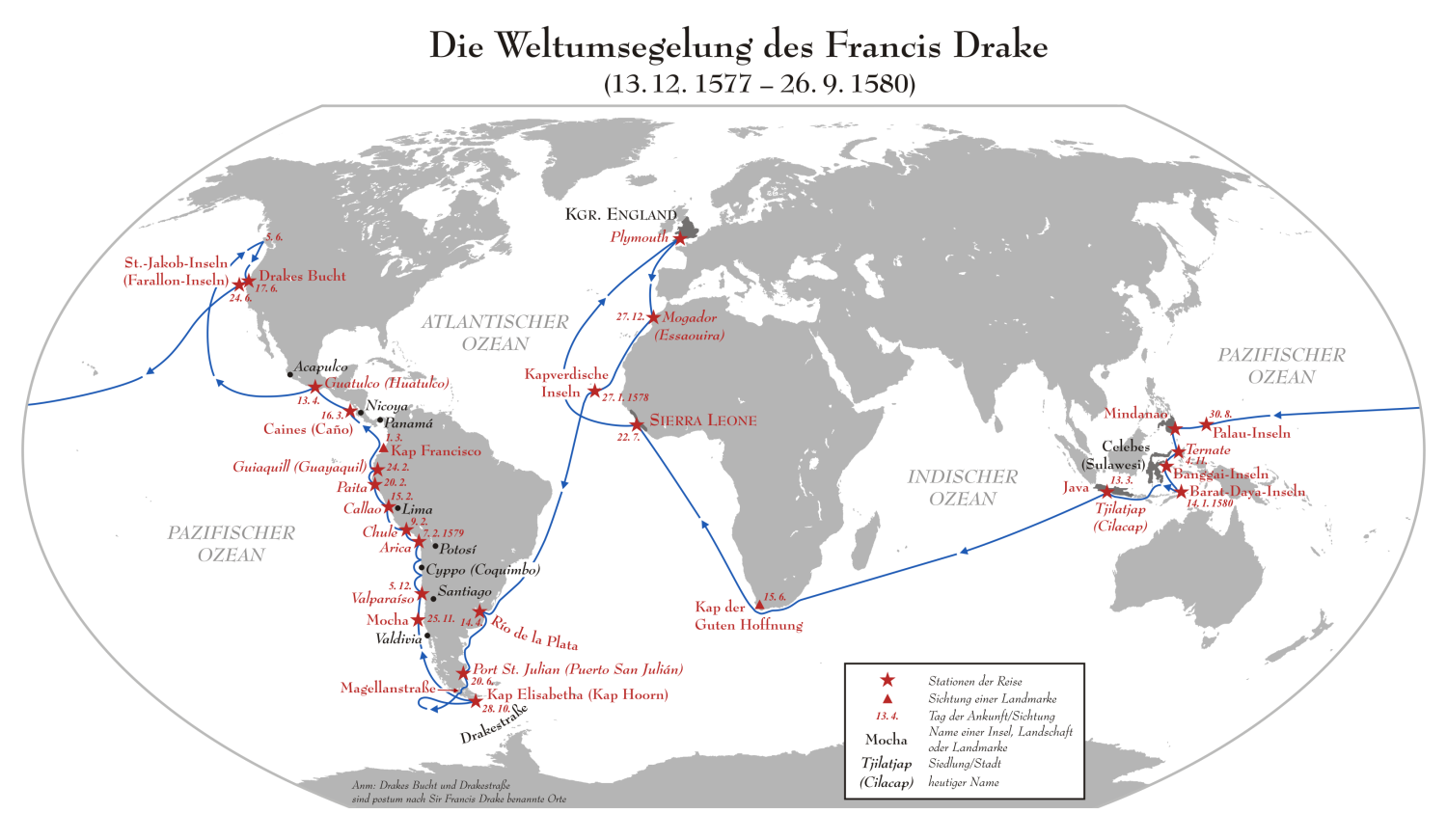
德瑞克的環球探險 (1577-1580年)

- 1567年－德瑞克第一次探險航行，從英國出發，橫越大西洋，到達加勒比海。
- 1569年－第二次探險航行，從加勒比海再往前，到達了中美洲。
- 1577年－第三次探險航行

德瑞克循著麥哲倫的航線出發。由英國前往南大西洋，抵達了南美洲東海岸。
- 1578年－發現了合恩角和德雷克海峽，德瑞克海峽就是用他的姓氏命名。8月時德雷克通過了南美洲南端最危險的麥哲倫海峽。

在航程中，德雷克將艦隊旗艦鵜鶘號（Pelican）改名為金鹿號（Golden Hind），因為此船贊助人海頓爵士的徽章盾牌上是一隻金鹿。
- 1579年－德瑞克與金鹿號在沿著南美洲西岸往北航行，北上一直航行到北緯48度的加拿大西海岸，發現無法通過北冰洋，只好改為橫越太平洋向西航行，經過菲律賓群島，穿過馬六甲海峽，橫越印度洋，繞好望角再次橫越大西洋。
- 1580年9月26日回到英國普利茅斯

- 1581年4月，女王伊莉莎白一世親自登船賜德雷克皇家爵士頭銜。
- 1588年－德瑞克成為海軍中將，在軍旅中曾擊退西班牙無敵艦隊攻擊。
- 1596年1月28日－德瑞克因痢疾病逝於巴拿馬。

## 紀念
- 1937年－1970年，有33年的時間，英國的錢幣半便士（Half Penny）上一直以德雷克的金鹿號為圖案。
- 英國文化有一首民謠叫做「德雷克的鼓（英语：Drake's Drum#Cultural impact） 」，大意是說，如果英國蒙難，只要德雷克的鼓又響了，他就一定會回來為英國解難。
- 美國CBS電視台之戶外競技真人秀《倖存者》第7季以德雷克的姓氏作為其中1支部落分隊之名稱。